# Deuce Carter
Deuce Carter (ur. 28 września 1990 w Saint Thomas) – jamajski lekkoatleta specjalizujący się w biegach płotkarskich.
Brązowy medalista panamerykańskiego czempionatu juniorów w sztafecie 4 × 100 metrów (2009). W 2015 zajął 7. miejsce na dystansie 110 metrów przez płotki podczas mistrzostw NACAC. Półfinalista igrzysk olimpijskich w Rio de Janeiro (2016). 
Medalista mistrzostw Jamajki.
Rekord życiowy w biegu na 110 metrów przez płotki: 13,20 (11 czerwca 2016, Kingston).

## Osiągnięcia
| Rok  | Impreza                              | Miejsce        | Konkurencja                     | Lokata     | Wynik |
| ---- | ------------------------------------ | -------------- | ------------------------------- | ---------- | ----- |
| 2009 | Mistrzostwa panamerykańskie juniorów | Port-of-Spain  | bieg na 110 metrów przez płotki | 4. miejsce | 13,71 |
| 2009 | Mistrzostwa panamerykańskie juniorów | Port-of-Spain  | sztafeta 4 × 100 metrów         | 3. miejsce | 40,06 |
| 2015 | Mistrzostwa NACAC                    | San José       | bieg na 110 metrów przez płotki | 7. miejsce | 13,66 |
| 2016 | Igrzyska olimpijskie                 | Rio de Janeiro | bieg na 110 metrów przez płotki | półfinał   | 13,69 |